# Берзем
Берзем (фр. Berzème) насеље је и општина у источној Француској у региону Рона-Алпи, у департману Ардеш која припада префектури Прива.
По подацима из 2011. године у општини је живело 155 становника, а густина насељености је износила 8,44 становника/km². Општина се простире на површини од 18,36 km². Налази се на средњој надморској висини од 730 метара (максималној 839 m, а минималној 516 m).

## Демографија
| 1962. | 1968. | 1975. | 1982. | 1990. | 1999. | 2011. |
| ----- | ----- | ----- | ----- | ----- | ----- | ----- |
| 166   | 173   | 123   | 131   | 107   | 135   | 155   |

График промене броја становника у току последњих година